# Leptipsius imberbis
Leptipsius imberbis es una especie de coleóptero de la familia Monotomidae.

## Distribución geográfica
Habita en Nuevo México y Arizona (Estados Unidos).